# Serge Ecker
 (décembre 2022).
Pour les articles homonymes, voir Ecker.
Serge Ecker, né en 1982 à Esch-sur-Alzette, est un artiste luxembourgeois. Il remporte la médaille de bronze lors de la 8e édition des Jeux de la Francophonie de 2017 à Abidjan, en Côte d'Ivoire.